# Saint-Léonard-de-Noblat

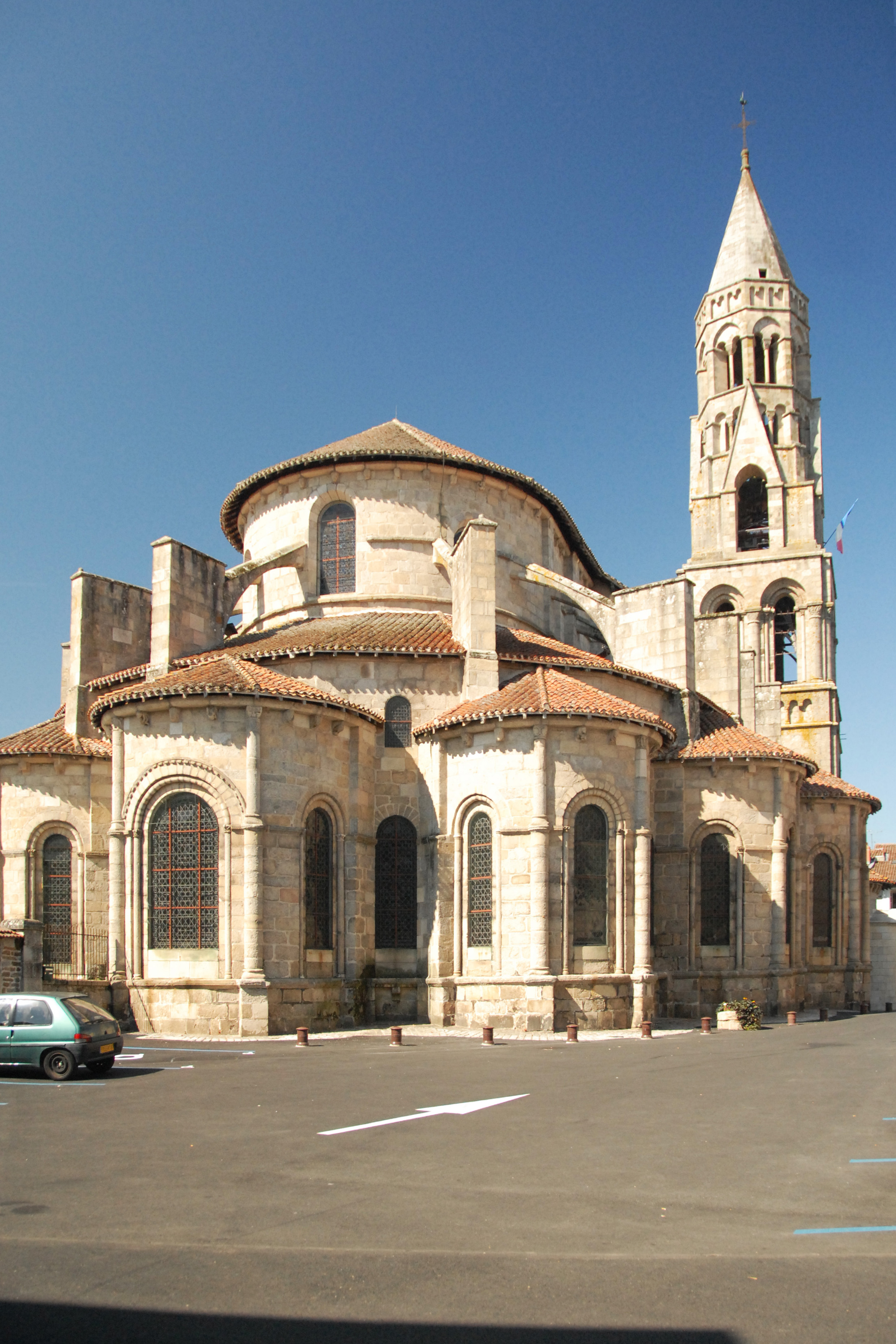
Kolegiata w Saint-Léonard-de-Noblat (2009)

Saint-Léonard-de-Noblat – miejscowość i gmina we Francji, w regionie Nowa Akwitania, w departamencie Haute-Vienne.
Według danych na rok 1990 gminę zamieszkiwały 5024 osoby, a gęstość zaludnienia wynosiła 90 osób/km² (wśród 747 gmin Limousin Saint-Léonard-de-Noblat plasuje się na 16. miejscu pod względem liczby ludności, natomiast pod względem powierzchni na miejscu 20.).

## Populacja

Populacja Saint-Léonard-de-Noblat w latach 1962–2008